# Короедово
Короедово — деревня в Собинском районе Владимирской области России, входит в состав Куриловского сельского поселения.

## География
Деревня расположена на берегу реки Ворша в 8 км на юго-запад от центра поселения деревни Курилово и в 13 км на север от райцентра города Собинка.

## История
В конце XIX — начале XX века деревня называлась Красная Боровинка и входила в состав Кочуковской волости Владимирского уезда, с 1924 года — в составе Собинской волости. В 1859 году в деревне числилось 15 дворов, в 1905 году — 31 дворов, в 1926 году — 26 хозяйств.
С 1929 года деревня входила в состав Федоровского сельсовета Собинского района, с 1940 года — в составе Юровского сельсовета, с 1945 года под названием Короедово — в составе Ставровского района, с 1965 года — в составе Собинского района, с 1976 года деревня входила в состав Куриловского сельсовета, с 2005 года — в составе Куриловского сельского поселения.

## Население
| 1859 | 1905 | 1926 |
| ---- | ---- | ---- |
| 124  | 192  | 106  |

| 1859 | 1905 | 1926 | 2002 | 2010 | 2021 |
| ---- | ---- | ---- | ---- | ---- | ---- |
| 124  | ↗192 | ↘106 | ↘0   | ↗14  | ↘5   |